# Kanton Nérac
Kanton Nérac (francouzsky Canton de Nérac) je francouzský kanton v departementu Lot-et-Garonne v regionu Akvitánie. Tvoří ho osm obcí.

## Obce kantonu
- Andiran
- Calignac
- Espiens
- Fréchou
- Moncaut
- Montagnac-sur-Auvignon
- Nérac
- Saumont